# Nipponnemertes ogumai
Nipponnemertes ogumai är en djurart som tillhör fylumet slemmaskar, och som först beskrevs av Yuichi Yamaoka 1947.  Nipponnemertes ogumai ingår i släktet Nipponnemertes och familjen Cratenemertidae. Inga underarter finns listade i Catalogue of Life.